# Saison 7 de Hawaii 5-0
Chronologie
Saison 6 Saison 8
Cet article présente la septième saison de la série télévisée américaine Hawaii 5-0.

## Distribution
- Alex O'Loughlin (VF : Alexis Victor) : Commandant Steven « Steve » McGarrett
- Scott Caan (VF : Jérôme Pauwels) : Lieutenant Daniel « Danny ou Danno » Williams (20 épisodes)
- Daniel Dae Kim (VF : Cédric Dumond) : Lieutenant Chin Ho Kelly
- Grace Park (VF : Marie-Ève Dufresne) : Lieutenant Kono Kalakaua
- Masi Oka (VF : William Coryn) : Dr Max Bergman (6 épisodes)[1]
- Chi McBride (VF : Lionel Henry (acteur)) : Capitaine Lou Grover
- Jorge Garcia (VF : Jerome Wiggins) : Jerry Ortega (23 épisodes)

### Acteurs récurrents
- Andrew Lawrence (VF : Alexis Tomassian) : Eric Russo (5 épisodes)
- Taylor Wily (VF : Pascal Vilmen) : Kamekona (14 épisodes)
- Teilor Grubbs (VF : Garance Pauwels) : Grace Williams (7 épisodes)
- Dennis Chun : Sergent Duke Lukela (14 épisodes)
- Shawn Mokuahi Garnett : Flippa (8 épisodes)
- Kimee Balmilero : Noelani Cunha (11 épisodes)
- Londyn Silzer : Sara Diaz (9 épisodes)
- Ian Anthony Dale : Adam Noshimuri (5 épisodes)
- Zach Sulzbach : Charlie Edwards (7 épisodes)
- Claire Forlani : Alicia Brown (4 épisodes)[2]
- Chosen Jacobs : Will Grover (4 épisodes)

### Invités
- Rosalind Chao : Gouverneure Keiko Mahoe (épisode 1)[3]
- Chris Vance : Harry Langford[4] (épisode 2)
- Faran Tahir : Lucky Morah (épisode 2)
- Victor Ortiz : Juan Diego (épisode 3)
- Michelle Borth (VF : Valérie Nosrée) : Catherine Rollins[5] (épisode 7)
- Christine Lahti : Doris McGarrett[5] (épisode 7)
- Sarah Carter : Lynn Downey[6] (épisode 7 et 16)
- Missy Peregrym : Bridget, sœur de Danny[7] (épisode 10)
- Lou Diamond Phillips : Lincoln, U.S. Deputy Marshal (épisode 14)[8]
- Manny Pérez (VF : Enrique Carballido) : Raphael Ramirez (épisode 11)
- Musetta Vander : Sheriff Alana Smith (épisode 15)
- Darius Rucker : Desmond Gamal[9] (épisode 18)
- Lori Petty : Jenny Kitson[10] (épisode 23)
- Felix Solis : Jorge Morales (épisode 11 et 12)
- Maximiliano Hernández : Agent Navarro (épisode 11)
- Robert Gant : Thomas Stratham (épisode 20)
- Claire van der Boom : Rachel Edwards (épisode 20)
- Hal Holbrook : Leonard Patterson (épisode 22)
- Omid Abtahi : Naser Salaam (épisode 24)

## Liste des épisodes

### Épisode 1:Makaukau 'ce e Pa'ani?
- États-Unis /  Canada : 23 septembre 2016 sur CBS[11] / Global
- Suisse : 19 février 2017 sur RTS Un[12]
- France : 1er avril 2017 sur M6
- Belgique : 23 avril 2017 sur RTL TVI

- États-Unis : 10,22 millions de téléspectateurs[13] (première diffusion)
- Canada : 1,872 million de téléspectateurs[14] (première diffusion + différé 7 jours)

- Taylor Wily (Kamekona)
- Dennis Chun (Sgt. Duke Lukela)
- Teilor Grubbs (Grace Williams)
- Andrew Lawrence (Eric Russo)
- Julie Benz (Inspecteur Abby Dunn)
- Kimee Balmilero (Dr Noelani Cunha)
- Jesse La Flair (Pierre Shaw)
- Rosalind Chao (Governor Keiko Mahoe)
- Londyn Silzer (Sara Diaz)
- Kenneth Mapeti (doublure de Jack Lord)
- Cam Clarke (Voix originale de Jack Lord)
- Shawn Wayne Thompson (Brian Grant)
- Scott Francis Russell (Anthony Lee Hein)
- Traci Toguchi (Ailana Read)
- Darah Dung (Akela)
- Mileka Lincoln (Elle-même)
- Anna Dang (jeune femme)
- Aramis J. Brown (Justin Lowe)
- Charles Timtim (Drew Emerson)
- Daren S. Kimura (Makoa)

### Épisode 2:No ke ali'i wahine a me ka 'aina
- États-Unis /  Canada : 30 septembre 2016 sur CBS / Global
- Suisse : 26 février 2017 sur RTS Un
- France : 1er avril 2017 sur M6
- Belgique : 23 avril 2017 sur RTL TVI

- États-Unis : 9,73 millions de téléspectateurs[16] (première diffusion)
- Canada : 1,624 million de téléspectateurs[17] (première diffusion + différé 7 jours)

- Londyn Silzer (Sara Diaz)
- Claire Forlani (Alicia Brown)
- Kimee Balmilero (Noelani Cunha)
- Chris Vance (Harry Langford)
- Faran Tahir (Lucky Morah)
- Ralph Ivy (Guard #2)
- Brad Kalilimoku (Guard #1)
- Vishesh Chachra (Taj)
- Michelle Vawer (Casta Mitchell)
- Julia Ubrankovics (Klara Slavik)
- Alavi Rumi (Amir Rabbab)

### Épisode 3:He Moho Hou
- États-Unis /  Canada : 7 octobre 2016 sur CBS / Global
- Suisse : 5 mars 2017 sur RTS Un
- France : 8 avril 2017 sur M6

- États-Unis : 9,65 millions de téléspectateurs[18] (première diffusion)
- Canada : 1,689 million de téléspectateurs[19] (première diffusion + différé 7 jours)

- Taylor Wily (Kamekona)
- Shawn Mokuahi Garnett (Flippa)
- Dennis Chun (Sgt. Duke Lukela)
- Kimee Balmilero (Noelani Cunha)
- Claire Forlani (Alicia Brown)
- Elisabeth Röhm (Dr Madison Gray)
- Kanya Sesser (Rosey Valera)
- Jon Abrahams (Ben Halanu)
- Lopaka Kapanui (Akamu)
- Victor Ortiz (Juan Diego)
- Tony Stephanov (Armando Sanchez)
- Margaret Jones (Maria Valera)
- Helen Kuoha-Torco (Old Woman)
- Manuel D. Baez, Jr. (Hector Frontera)

### Épisode 4:Hu a'e ke ahi lanakila a Kamaile
- États-Unis /  Canada : 14 octobre 2016 sur CBS / Global
- Suisse : 12 mars 2017 sur RTS Un
- France : 8 avril 2017 sur M6

- États-Unis : 9,19 millions de téléspectateurs[20] (première diffusion)
- Canada : 1,569 million de téléspectateurs[21] (première diffusion + différé 7 jours)

- Taylor Wily (Kamekona)
- Ingo Rademacher (Robert Coughlin)
- Claire Forlani (Alicia Brown)
- Elisabeth Röhm (Dr Madison Gray)
- Londyn Silzer (Sara Diaz)
- Ashleigh Domangue (Sienna Brown)
- Otis Wilson (lui-même)
- Danny Michael Mann (Donald Witten)
- Lauren Letherer (Mallory Witten)
- Anthony Silano (Man)
- John Ishikawa (Parcel Employee)
- Ryan Locke (Ed Sears)
- Erik J. Thirsk (Warden)

### Épisode 5:Ke Ku 'Ana
- États-Unis /  Canada : 21 octobre 2016 sur CBS / Global
- Suisse : 19 mars 2017 sur RTS Un
- France : 15 avril 2017 sur M6

- États-Unis : 9,51 millions de téléspectateurs[22] (première diffusion)
- Canada : 1,575 million de téléspectateurs[23] (première diffusion + différé 7 jours)

- Taylor Wily (Kamekona)
- Shawn Mokuahi Garnett (Flippa)
- Ian Anthony Dale (Adam Noshimuri)
- Dennis Chun (Sgt. Duke Lukela)
- Brent Sexton (Marvin Osweiler / Kyle Kane)
- Lisa Barnes (Emotional Woman)
- Tani Fujimoto-Kim (Emily Kalama / Kingston)
- Christopher Cho (Louis Kalama)
- Jay Miller (Justice Isaac Bracken)
- Don Nahaku (Justice Charles Mahaulu)
- Andrew Manning (Gary)
- Brian Gove (Guy #1)
- Alan Shepard (Johnny K.)

### Épisode 6:Ka Hale Ho'okauweli
- États-Unis /  Canada : 28 octobre 2016 sur CBS / Global
- Suisse : 26 mars 2017 sur RTS Un
- France : 15 avril 2017 sur M6

- États-Unis : 8,5 millions de téléspectateurs[24] (première diffusion)
- Canada : 1,501 million de téléspectateurs[25] (première diffusion + différé 7 jours)

- Teilor Grubbs (Grace Williams)
- Andrew Lawrence (Eric Russo)
- Zach Sulzbach (Charlie Williams)
- Ian Anthony Dale (Adam Noshimuri)
- Sasha Feldman (Nathan Betts)
- Skyler Day (Nikki Pressman/Julie Hillman)
- David Clennon (Father Thomas)
- Wendy Pearson (Courtney)
- Alex M. Savusa (Dana)
- Rachael Perrell Fosket (Elizabeth)
- Jean St. James (Marjorie Webb)
- Eriko Okada (Ms. Yoshida)
- Brian Hirono (Officer Amori)
- Jeff Brackett (Officer Jarrett)
- David Fierro (Triblaine)
- Tate Rolfs (Bobby)
- Alexa Bodden (Girl)
- Carolyn Taum (Mrs. Jones)

### Épisode 7:Ka Makuahine A Me Ke Keikikane
- États-Unis /  Canada : 4 novembre 2016 sur CBS / Global
- Suisse : 2 avril 2017 sur RTS Un
- France : 22 avril 2017 sur M6

- États-Unis : 9,48 millions de téléspectateurs[26] (première diffusion)
- Canada : 1,699 million de téléspectateurs[27] (première diffusion + différé 7 jours)

- Michelle Borth (Catherine Rollins)
- Teilor Grubbs (Grace Williams)
- Christine Lahti (Doris McGarrett)
- Londyn Silzer (Sara Diaz)
- Chosen Jacobs (Will Grover)
- Sarah Carter (Lynn Downey)
- George Cheung (Yao Fat)
- Sean Blakemore (Supervisor Keith Harlan)
- Emma Schlamme (Young Doris McGarrett)
- Sebastian Siegel (Sgt. Holloway)
- Nicolai Makana Perez (10-Year Old McGarrett)
- Jacob Miller (15-Year Old McGarrett)
- Stephen Fahl (Guard #3)
- Ronald Stirrup (Guard #5)

### Épisode 8:Hana Komo Pae
- États-Unis /  Canada : 11 novembre 2016 sur CBS / Global
- Suisse : 9 avril 2017 sur RTS Un
- France : 22 avril 2017 sur M6

- États-Unis : 9,84 millions de téléspectateurs[28] (première diffusion)
- Canada : 1,814 million de téléspectateurs[29] (première diffusion + différé 7 jours)

- Teilor Grubbs (Grace Williams)
- Taylor Wily (Kamekona)
- Duane « Dog » Chapman (Dog the Bounty Hunter)
- Al Harrington (Mamo)
- Londyn Silzer (Sara Diaz)
- Chosen Jacobs (Will Grover)
- Demetrius Grosse (Frank Pine/Bodyguard)
- Adam Tsekhman (Rasheed)
- Saad Siddiqui (Talib)
- Solimane LaMouri (Thug #3)
- Clint Jung (Consul-General Ramos)
- Max Tepper (Jeremy Ramos)
- Analei T. Song (Riley Carlo)
- Malia Beter (Volunteer Mom)
- Joseph P. Graves (Rent-a-cop)
- Tira Akina (Jogger)

### Épisode 9:'Elua la ma Nowemapa
- États-Unis /  Canada : 18 novembre 2016 sur CBS / Global
- Suisse : 9 avril 2017 sur RTS Un
- France : 29 avril 2017 sur M6

- États-Unis : 10,09 millions de téléspectateurs[30] (première diffusion)
- Canada : 1,629 million de téléspectateurs[31] (première diffusion + différé 7 jours)

- Andrew Lawrence (Eric Russo)
- Katie Malia (Susan "Susie" Freeling)
- Matt Battaglia (Agent Ward)
- Marty Ryan (Dean Rusk in 1963)
- Marshall Bell (Drake/Older Gentleman)
- Buz Tennent (Ambassador Lodge/Man (1963))
- Larry Wegger (Cabinet Member #1)
- Tom Holowach (Cabinet Member #2)
- Don Pierce (Cabinet Member #4)
- Catherine Davis (Kamele Hale in 1963)
- Wayne Ward (George Sellers)
- Kimo Hugho (Mauli Hoku)
- Dann Seki (Shimura)
- Mark Ganialongo (Attendant)
- Iwalani Campman (Owner)
- Benen Weir (Teenage Boy)
- Jock Armour (Drake in 1963)
- Kamehu Nihipali (Mauli Hoku in 1963)
- Kelly Lawson (General Taylor)
- Kahu Watters (Don Ho)

### Épisode 10:Ka Luhi
- États-Unis /  Canada : 9 décembre 2016 sur CBS / Global
- Suisse : 23 avril 2017 sur RTS Un
- France : 29 avril 2017 sur M6

- États-Unis : 9,4 millions de téléspectateurs[32] (première diffusion)
- Canada : 1,521 million de téléspectateurs[33] (première diffusion + différé 7 jours)

- Dennis Chun (Sgt. Duke Lukela)
- Kimee Balmilero (Noelani Cunha)
- Missy Peregrym (Bridget Williams)
- Laura Kai Chen (Dr Silver)
- Charles Rahi Chun (Pearson Yang)
- Joey Luthman (Reese Holland)
- Paul Ganus (Fred Holland)
- Cathryn De Prume (Monica Holland)
- Trent Garrett (Travis Wilson)
- Daniel Bess (Spencer)
- Nicholas Yee (CSU Tech)
- Michael Arrieta (Cheery Waiter)
- Jaxon Moore (Young Reese)
- James Kimo Moore (Kai Mahelona)
- Nativa Law (Maggie Reed)

### Épisode 11:Ka'ili aku
- États-Unis /  Canada : 16 décembre 2016 sur CBS / Global
- Suisse : 23 avril 2017 sur RTS Un
- France : 6 mai 2017 sur M6

- États-Unis : 9,46 millions de téléspectateurs[34] (première diffusion)
- Canada : 1,617 million de téléspectateurs[35] (première diffusion + différé 7 jours)

- Duane « Dog » Chapman (lui-même)
- Taylor Wily (Kamekona)
- George Takei (Uncle Choi)
- Dennis Chun (Sergeant Duke Lukela)
- Will Yun Lee (Sang Min)
- Shawn Garnett (Flippa)
- Londyn Silzer (Sara Diaz)
- Shawn Thomsen (Officer Pua Kai)
- Maximiliano Hernández (Agent Navarro)
- Teilor Grubbs (Grace Williams)
- Felix Solis (Jorge Moralez)
- Zach Sulzbach (Charlie Williams)
- Manny Pérez (Raphael Ramirez)
- Diana Chavez (Maria Morales
- Jericko Espinosa (Hector Ramirez)
- Pedro Haro (Javier Torres)
- Ernie Lopez (Detective Quintanilla)

### Épisode 12:Ka 'aelike
- États-Unis /  Canada : 6 janvier 2017 sur CBS / Global
- Suisse : 30 avril 2017 sur RTS Un
- France : 6 mai 2017 sur M6

- États-Unis : 10,1 millions de téléspectateurs[36] (première diffusion)
- Canada : 1,772 million de téléspectateurs[37] (première diffusion + différé 7 jours)

- Taylor Wily (Kamekona)
- Ian Anthony Dale (Adam Noshimuri)
- Londyn Silzer (Sara Diaz)
- Anthony L. Fernandez (Carlos Diego)
- Dominic Flores (Bob Mason)
- Jake Choi (en) (Lee Sung)
- Erin Wong (Olivia Chu)
- Ron Melendez (Paul Burnett)
- Felix Solis (Jorge Morales)
- Diana Chavez (Maria Morales)
- Cole Shoemaker (Buyer)
- Andre Reed (Sales Manager)
- John Bahng (HPD Officer)
- Jesus Ramos (Henchman)
- Peter Lester (Jared Namal)
- Rey Payumo (Miguel)

### Épisode 13:Ua Ho'i Ka Opua I Awalua
- États-Unis /  Canada : 13 janvier 2017 sur CBS / Global
- Suisse : 30 avril 2017 sur RTS Un
- France : 13 mai 2017 sur M6

- États-Unis : 9,69 millions de téléspectateurs[38] (première diffusion)
- Canada : 1,814 million de téléspectateurs[39] (première diffusion + différé 7 jours)

- Taylor Wily (Kamekona)
- Shawn Mokuahi Garnett (Flippa)
- Al Harrington (Mamo)
- Dennis Chun (Sgt. Duke Lukela)
- Teilor Grubbs (Grace Williams)
- Zach Sulzbach (Charlie Williams)
- Kimee Balmilero (Noelani Cunha)
- Jimmy Buffett (Frank Bama)
- Willie Garson (Gerard Hirsch)
- Tom Choi (Brian Hadley)
- Brian McGovern (Edward Gabler)
- Jason New (Jimmy Rorke)
- Alex Mauga (G-Stealth)
- Adrian R'Mante (Alan Mayfield)
- Johnny White (Cop)

- Dernière apparition de Masi Oka en tant que personnage principal.

### Épisode 14:Ka laina ma ke one
- États-Unis /  Canada : 20 janvier 2017 sur CBS / Global
- Suisse : 7 mai 2017 sur RTS Un
- France : 13 mai 2017 sur M6

- États-Unis : 8,42 millions de téléspectateurs[40] (première diffusion)
- Canada : 1,539 million de téléspectateurs[41] (première diffusion + différé 7 jours)

- Kalani Queypo (Kanuha)
- Dennis Chun (Sergeant Duke Lukela)
- Lou Diamond Phillips (Lincoln)
- Shawn Thomsen (Officer Pua Kai)
- Jeffrey D. Sams (Devon Berris)
- Bumpy Kanahele (lui-même)
- Mathew St. Patrick (John Berris)
- Brandon Maka'awa'awa (Brandon)
- Nathaniel Niemi (Doug)
- Cathy Tanaka (DMV Instructor)
- Wallace Salazar Jr. (HPD Officer #1)
- Ryan Pagan (HPD Officer #2)

### Épisode 15:Ka Pa'ani Nui
- États-Unis /  Canada : 3 février 2017 sur CBS / Global
- Suisse : 7 mai 2017 sur RTS Un
- France : 20 mai 2017 sur M6

- États-Unis : 9,81 millions de téléspectateurs[42] (première diffusion)
- Canada : 1,68 million de téléspectateurs[43] (première diffusion + différé 7 jours)

- Andrew Lawrence (Eric Russo)
- Taylor Wily (Kamekona)
- Chosen Jacobs (Will Grover)
- Dennis Chun (Sergeant Duke Lukela)
- Max Gail (Bill Walker)
- Teilor Grubbs (Grace Williams)
- Bernie Kopell (Itzhak Rozen)
- Shawn Garnett (Flippa)
- Musetta Vander (Sheriff Alana Smith)
- Kimee Balmilero (Dr Noelani Cunha)
- Kirk Bovill (Marty Reynolds)
- Ocean Ramsey (Lily O’Neill)
- Julian Yuen (Tony Nguyen)
- Olga Kalshnikova (Anna Florek)
- Angela Galvan (Leia Rozen)

### Épisode 16:Poniu I Ke Aloha
- États-Unis /  Canada : 10 février 2017 sur CBS / Global
- France : 20 mai 2017 sur M6

- États-Unis : 9,86 millions de téléspectateurs[44] (première diffusion)
- Canada : 1,668 million de téléspectateurs[45] (première diffusion + différé 7 jours)

- Sarah Carter (Lynn Downey)
- Lili Simmons (Melissa Armstrong)
- Mark Malalis (Bartender)
- Rob Huebel (Blake Stone)
- V. Elise Lee (Cordelia Martin)
- Samm Levine (Jeremy Holden)
- Rebekah Graf (Vanessa Lancey)
- Edwin Bond (Richard)
- Hannibal Puma (Trashman)
- Aaron Densley (Neil Ware)

### Épisode 17:Hahai i na pilikua nui
- États-Unis /  Canada : 17 février 2017 sur CBS / Global
- France : 27 mai 2017 sur M6

- États-Unis : 9,62 millions de téléspectateurs[46] (première diffusion)
- Canada : 1,486 million de téléspectateurs[47] (première diffusion + différé 7 jours)

- Taylor Wily (Kamekona)
- Shawn Mokuahi Garnett (Flippa)
- Duane « Dog » Chapman (Dog the Bounty Hunter)
- Dennis Chun (Sgt. Duke Lukela)
- Kekoa Kekumano (Nahele Huikala)
- Claire Forlani (Alicia Brown)
- Elisabeth Röhm (Dr Madison Gray / Lauren Parker)
- Max Weinberg (lui-même)
- Ashleigh Domangue (Sienna Brown)
- Ryan Locke (Edward Sears)
- Michael Adamshick (David Laupola)
- Shawn Thomsen (Officer Pua)
- Linda Good (Uni #2)
- Mark Ah Sing (Technician)
- Brandon Smith (Benton Jones)

### Épisode 18:E Malama Pono
- États-Unis /  Canada : 24 février 2017 sur CBS / Global
- France : 27 mai 2017 sur M6

- États-Unis : 9,12 millions de téléspectateurs[48] (première diffusion)
- Canada : 1,622 million de téléspectateurs[49] (première diffusion + différé 7 jours)

- Taylor Wily (Kamekona)
- Shawn Garnett (Flippa)
- Dennis Chun (Sergeant Duke Lukela)
- Will Yun Lee (Sang Min)
- Zach Sulzbach (Charlie Edwards)
- Kimee Balmilero (Dr Noelani Cunha)
- Jennifer Jalene (Alex Aukai)
- Faruk Amireh (Nadim Tahan)
- Darius Rucker (Desmond Abati)
- Davy Malaythong (Xander)
- Ashley Kirk (HPD Rookie)
- Christopher B. Kim (Officer)
- Wayne Williams (Terrorist #1)

### Épisode 19:Puka 'ana
- États-Unis /  Canada : 10 mars 2017 sur CBS / Global
- France : 3 juin 2017 sur M6

- États-Unis : 9,2 millions de téléspectateurs[50] (première diffusion)
- Canada : 1,621 million de téléspectateurs[51] (première diffusion + différé 7 jours)

- Taylor Wily (Kamekona)
- Dennis Chun (Sergeant Duke Lukela)
- Kimee Balmilero (Dr Noelani Cunha)
- Andrew Lawrence (Eric Russo)
- Londyn Silzer (Sara Diaz)
- Betsy Beutler (Nurse Anna)
- Mackenzie Aladjem (Moani Amosa/Tanya Morrison)
- Madalyn Horcher (Kelsey)
- Michael Ray Escamilla (Makoa)
- Kristian Lei (Sanoe)
- James Flynn (Driver)
- Regan Downie (Paramedic Andre Weller)
- Vikram Mruthyunjayanna (ER Doctor)
- Cheyenne Rae Hernandez (Stacy Holden)
- Christina Souza (Tori)
- John Skinner (Victor)
- Michelle Alejandro (Volunteer)

- Mention de l'épisode 18 de la saison 1 de MacGyver (série télévisée, 2016) où apparaissent Chin, Kono et Kamekona
- Danny n'est pas présent dans cet épisode

### Épisode 20:Huikau nā makau a nā lawai'a
- États-Unis /  Canada : 31 mars 2017 sur CBS / Global
- France : 10 juin 2017 sur M6

- États-Unis : 8,74 millions de téléspectateurs[52] (première diffusion)
- Canada : 1,587 million de téléspectateurs[53] (première diffusion + différé 7 jours)

- Claire van der Boom (Rachel Edwards)
- Dennis Chun (Sergeant Duke Lukela)
- William Forsythe (Harry Brown)
- Zach Sulzbach (Charlie Edwards)
- Teilor Grubbs (Grace Williams)
- Kimee Balmilero (Dr Noelani Cunha)
- Lena Georgas (Celine Stratham)
- Robert Gant (Thomas Stratham)
- Melanie Rains (Natasha Baron)
- Kolton Jensen (Gary Fallon/Kidnapper #1)
- Matt McTighe (Collin Hanson/Kidnapper #2)
- Ma'a Tanuvasa (Sheriff Marcus Kalawaia)
- Daryl Bonilla (Driver)

Le 5-0 aide Harry Brown sur une affaire concernant le kidnapping de Celine Stratham, une femme riche dont le mari, Thomas Stratham peut avoir quelque chose à cacher.

### Épisode 21:Ua Malo'o Ka Wai
- États-Unis /  Canada : 7 avril 2017 sur CBS / Global
- France : 27 janvier 2018 sur M6

- États-Unis : 8,77 millions de téléspectateurs[54] (première diffusion)
- Canada : 1,375 million de téléspectateurs[55] (première diffusion + différé 7 jours)

- Taylor Wily (Kamekona)
- Dennis Chun (Sgt. Duke Lukela)
- Kimee Balmilero (Noelani Cunha)
- Chosen Jacobs (Will Grover)
- Michelle Krusiec (Michelle Shioma)
- Wesley John (Lead Yakuza Soldier)
- Christopher Kim (Yakuza Soldier)
- Joseph Anderson (Officer Bennett)
- Jenson Cheng (Ozaki)
- Craig Ng (Matsu)
- Thomas Johnson (Richie)
- Aaron Anthony Harper (Uni #1)
- Jeff Juett (Charles)
- Adele Heather Taylor (Wife/Rebecca)
- Shen Sugai (Doctor Kohashi)
- John Cabareri (Owner)

McGarrett et son unité sont capturés et font face à une mort certaine après avoir suivi une piste dangereuse jusqu'à l'île de Lanai.

### Épisode 22:Waimaka 'ele'ele
- États-Unis /  Canada : 14 avril 2017 sur CBS / Global
- France : 27 janvier 2018 sur M6

- États-Unis : 8,49 millions de téléspectateurs[56] (première diffusion)
- Canada : 1,378 million de téléspectateurs[57] (première diffusion + différé 7 jours)

- Ian Anthony Dale (Adam)
- Dylan Bruno (Lee Campbell)
- Hal Holbrook (Leonard Patterson)
- Lexi Atkins (Amanda Patterson)
- Matthew Pederson (Daniel Nesmith)
- Matthew Taylor (Chris Davis)
- Paul Gutierrez (Bobby Mullin)
- Brian McNamara (Foreman)
- Austin Highsmith (Kiana Warren)
- Christian Malalis (Noah Warren)
- Jack Knight (Lieutenant Michael Murphy)
- Nick Dang (Store Manager)

Tout en travaillant sur l'affaire du meurtre de Leonard Patterson, l'un des derniers survivants de l'USS Arizona, McGarrett apprend le rôle important que son grand-père a eu à Pearl Harbor.
 

### Épisode 23:Wehe 'ana
- États-Unis /  Canada : 28 avril 2017 sur CBS / Global
- France : 3 février 2018 sur M6

- États-Unis : 8,06 millions de téléspectateurs[58] (première diffusion)
- Canada : 1,383 million de téléspectateurs[59] (première diffusion + différé 7 jours)

- Zach Sulzbach (Charlie Williams)
- Michael Paul Chan (Captain Tanaka)
- Rich Ceraulo (Detective Kauai)
- Ramon De Ocampo (Meka Hanamoa)
- Chrichton Uale (Ahe'ahe Makino)
- Lori Petty (Nurse Jenny Kitson)
- Mileka Lincoln (Herself)
- Roel Navarro (Dario Mendez)
- Isaiah Matanza (Boy)
- Lance Wheeler (Chris Hanohano)
- Vai Richards (Desk Sergeant)
- Lauren Shaw (Lara Kendall/Female Nurse)
- Yunji De Nies (Dr Linda Miro)
- Celestino Cornielle (Leader)
- Alexandra Yuriko Roth (Layla Lokeni)
- Rayton Lamay (Orderly)
- Ha'eha'e Kahana (Teenage Girl)

### Épisode 24:He ke'u na ka 'alae a Hina
- États-Unis /  Canada : 5 mai 2017 sur CBS / Global
- France : 3 février 2018 sur M6

- États-Unis : 8,01 millions de téléspectateurs[60] (première diffusion)
- Canada : 1,319 million de téléspectateurs[61] (première diffusion + différé 7 jours)

- Taylor Wily (Kamekona)
- Ian Anthony Dale (Adam Noshimuri)
- Omid Abtahi (Naser Salaam)
- Willie Garson (Gerard Hirsch)
- Ingo Rademacher (Robert Coughlin)
- Nick Shakoour (Adnan Khalid)
- Leon Williams (Kalea)
- Herschel L. Gillins (Guard)
- Terrell Clayton (CIA Officer)

Lorsque McGarrett a un tuyau de la part de quelqu'un qui lui indique qu'une attaque terroriste se prépare sur Oahu, le 5-0 recherche ceux qui sont derrière avant qu'il ne soit trop tard.

### Épisode 25:Ua Mau Ke Ea O Ka Aina I Ka Pono
- États-Unis /  Canada : 12 mai 2017 sur CBS[62] / Global
- France : 10 février 2018 sur M6

- États-Unis : 8,22 millions de téléspectateurs[63] (première diffusion)
- Canada : 1,383 million de téléspectateurs[64] (première diffusion + différé 7 jours)

- Taylor Wily (Kamekona)
- Shawn Mokuahi Garnett (Flippa)
- Dennis Chun (Sgt. Duke Lukela)
- Julie Benz (Abby Dunn)
- Mackenzie Aladjem (Moani Amosa)
- Zach Sulzbach (Charlie Williams)
- Kimee Balmilero (Noelani Cunha)
- Londyn Silzer (Sara Diaz)
- Shawn Thomsen (Pua)
- Kekoa Kekumano (Nahele)
- Rick Otto (Deon Miller)
- Kaleo Agsalda (Pilot)
- Jenny Van Gieson (Paramedic)

McGarrett risque sa vie lorsque le 5-0 tente le sauvetage le plus dangereux qu'il ait jamais fait pour libérer des jeunes filles piégées dans un trafic sexuel sur lequel ils ont enquêté pendant l'année.

## Cotes d'écoute au Canada anglophone

### Portrait global
- La moyenne de cette saison est d’environ 1,59 million de téléspectateurs[Note 1].

### Données détaillées
| Numéro épisode | Titre original                   | Titre anglophone                                     | Diffuseur | Date de diffusion originale (2016-2017) | Heure        | Cotes d'écoute (en téléspectateurs) | Classement soirée | Classement semaine |
| -------------- | -------------------------------- | ---------------------------------------------------- | --------- | --------------------------------------- | ------------ | ----------------------------------- | ----------------- | ------------------ |
| 1              | Makaukau 'oe e Pa'ani?           | Ready to Play                                        | Global    | Vendredi 23 septembre 2016              | 21 h HE / HP | 1 872 000                           | 2                 | 8                  |
| 2              | No Ke Ali'I Wahine A Me Ka Aina  | For Queen and Country                                | Global    | Vendredi 30 septembre 2016              | 21 h HE / HP | 1 624 000                           | 3                 | 13                 |
| 3              | He Moho Hou                      | New Player                                           | Global    | Vendredi 7 octobre 2016                 | 21 h HE / HP | 1 689 000                           | 2                 | 10                 |
| 4              | Hi A'e Ke Ahi Lanakila A Kamaile | The Fire of Kamaile Rises in Triumph                 | Global    | Vendredi 14 octobre 2016                | 21 h HE / HP | 1 569 000                           | 2                 | 12                 |
| 5              | Ke Ku 'Ana                       | The Stand                                            | Global    | Vendredi 21 octobre 2016                | 21 h HE / HP | 1 575 000                           | 1                 | 10                 |
| 6              | Ka Hale Ho'Okauweli              | House of Horrors                                     | Global    | Vendredi 28 octobre 2016                | 21 h HE / HP | 1 501 000                           | 3                 | 12                 |
| 7              | Ka makuahine a me ke keikikane   | Mother and Son                                       | Global    | Vendredi 4 novembre 2016                | 21 h HE / HP | 1 699 000                           | 1                 | 4                  |
| 8              | Hana Komo Pae                    | Right of Passage                                     | Global    | Vendredi 11 novembre 2016               | 21 h HE / HP | 1 814 000                           | 1                 | 4                  |
| 9              | Elua La Ma Nowemapa              | Two Days in November                                 | Global    | Vendredi 18 novembre 2016               | 21 h HE / HP | 1 629 000                           | 1                 | 9                  |
| 10             | Ka Luhi                          | The Burden                                           | Global    | Vendredi 9 décembre 2016                | 21 h HE / HP | 1 521 000                           | 2                 | 10                 |
| 11             | Ka'ili Aku                       | Snatchback                                           | Global    | Vendredi 16 décembre 2016               | 21 h HE / HP | 1 617 000                           | 1                 | 8                  |
| 12             | Ka 'Aelike                       | The Deal                                             | Global    | Vendredi 6 janvier 2017                 | 21 h HE / HP | 1 772 000                           | 1                 | 6                  |
| 13             | Ua Ho'I Ka Opua I Awalua         | The Clouds Always Return to Awalua                   | Global    | Vendredi 13 janvier 2017                | 21 h HE / HP | 1 814 000                           | 2                 | 2                  |
| 14             | Ka Iaina Ma Ke One               | Line in the Sand                                     | Global    | Vendredi 20 janvier 2017                | 21 h HE / HP | 1 539 000                           | 3                 | 9                  |
| 15             | Ka Pa'Ani Nui                    | Big Game                                             | Global    | Vendredi 3 février 2017                 | 21 h HE / HP | 1 680 000                           | 2                 | 9                  |
| 16             | Poniu I Ke Aloha                 | Crazy in Love                                        | Global    | Vendredi 10 février 2017                | 21 h HE / HP | 1 668 000                           | 2                 | 8                  |
| 17             | Hahai I Na Pilikua Nui           | Hunting Monsters                                     | Global    | Vendredi 17 février 2017                | 21 h HE / HP | 1 486 000                           | 3                 | 9                  |
| 18             | E Malama Pono                    | Handle With Care                                     | Global    | Vendredi 24 février 2017                | 21 h HE / HP | 1 622 000                           | 1                 | 9                  |
| 19             | Puka 'Ana                        | Exodus                                               | Global    | Vendredi 10 mars 2017                   | 21 h HE / HP | 1 621 000                           | 2                 | 9                  |
| 20             | Huikau na makau a na lawai'a     | The fishhooks of the fishermen become entangled      | Global    | Vendredi 31 mars 2017                   | 21 h HE / HP | 1 587 000                           | 2                 | 10                 |
| 21             | Ua Malo'O Ka Wai                 | The Water is Dried Up                                | Global    | Vendredi 7 avril 2017                   | 21 h HE / HP | 1 375 000                           | 3                 | 12                 |
| 22             | Waimaka 'Ele'Ele                 | Black Tears                                          | Global    | Vendredi 14 avril 2017                  | 21 h HE / HP | 1 378 000                           | 3                 | 7                  |
| 23             | Wehe 'Ana                        | Prelude                                              | Global    | Vendredi 28 avril 2017                  | 21 h HE / HP | 1 383 000                           | 2                 | 8                  |
| 24             | He Ke'U Na Ka 'Alae A Hina       | A Croaking By Hina's Mudhen                          | Global    | Vendredi 5 mai 2017                     | 21 h HE / HP | 1 319 000                           | 4                 | 15                 |
| 25             | Ua Mau Ke Ea O Ka Aina I Ka Pono | The Life of the Land is Perpetuated in Righteousness | Global    | Vendredi 12 mai 2017                    | 21 h HE / HP | 1 383 000                           | 2                 | 16                 |